# Ancien tramway de Québec
Pour le projet du nouveau tramway, voir Tramway de Québec.
L'ancien tramway de Québec désigne le premier réseau de tramway ayant existé de 1897 à 1948 à Québec.

## Premiers circuits hippomobiles

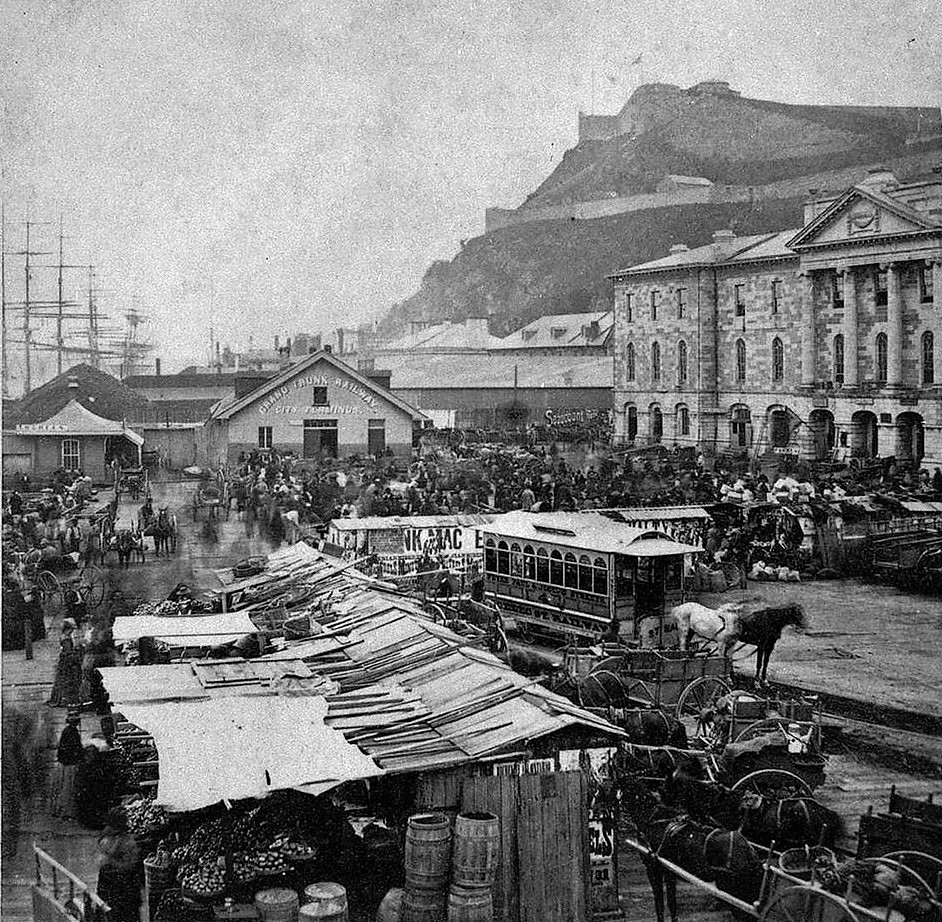
Le marché Champlain était le terminus de la toute première ligne de tramway hippomobile de la ville.

À l'automne 1863, un regroupement d'hommes d'affaires et de notables de la ville déposent une pétition au parlement du Canada-Uni pour l'incorporation d'une compagnie de tramway. Parmi eux se trouvent Pierre Garneau et John Lemesurier, futurs maires de Québec, les entrepreneurs Guillaume-Eugène Chinic et Cérice Têtu et plusieurs autres. Le groupe s'incorpore sous le nom de Compagnie du chemin de fer des rues de Québec le 15 octobre 1863. Il obtient le droit de construire un réseau desservant les cinq quartiers de la cité. Néanmoins, c'est surtout le secteur commercial et portuaire de la basse-ville de Québec qui l'intéresse. La compagnie instaure d'abord un service d'omnibus entre le marché Champlain à la barrière de la rue Saint-Ours. C'est dans cet axe que des lisses de bois sont implantés dans la chaussée pour créer la toute première ligne de tramway hippomobile. Cette dernière entre en fonction le 18 août 1865. L'arrivée du tramway chamboule les pratiques centenaires : le coût d'un billet est de 5 sous tandis que celui pour une calèche varie entre 25 et 50 sous. Des cochers dénoncent une concurrence déloyale et certains véhicules sont vandalisés, des rails sont arrachées et des chauffeurs brutalisés. Par ailleurs, les autorités municipales et l'entreprise sont parfois en contradiction, par exemple dans la responsabilité de l'entretien des routes. Par ailleurs, pour des raisons financières, la compagnie refuse de se risquer à étendre son réseau en haute-ville, qui bénéficierait pourtant elle aussi d'une meilleure desserte en transport en commun. En 1874, elle allonge sa ligne et construit ses entrepôts du côté de Saint-Sauveur, alors municipalité non annexée, pour éviter de payer des taxes à la Cité de Québec.
Le tramway fait son arrivée en haute-ville à partir de 1878 avec la création d'une seconde entreprise, la Compagnie de chemin de fer urbain Saint-Jean. Elle construit une ligne qui relie le château Frontenac à l'avenue De Salaberry en passant par la rue Saint-Jean. Les écuries sont situées à l'intersection de la rue Philippe-Dorval.

## Réseau municipal électrique

### Électrification et maillage

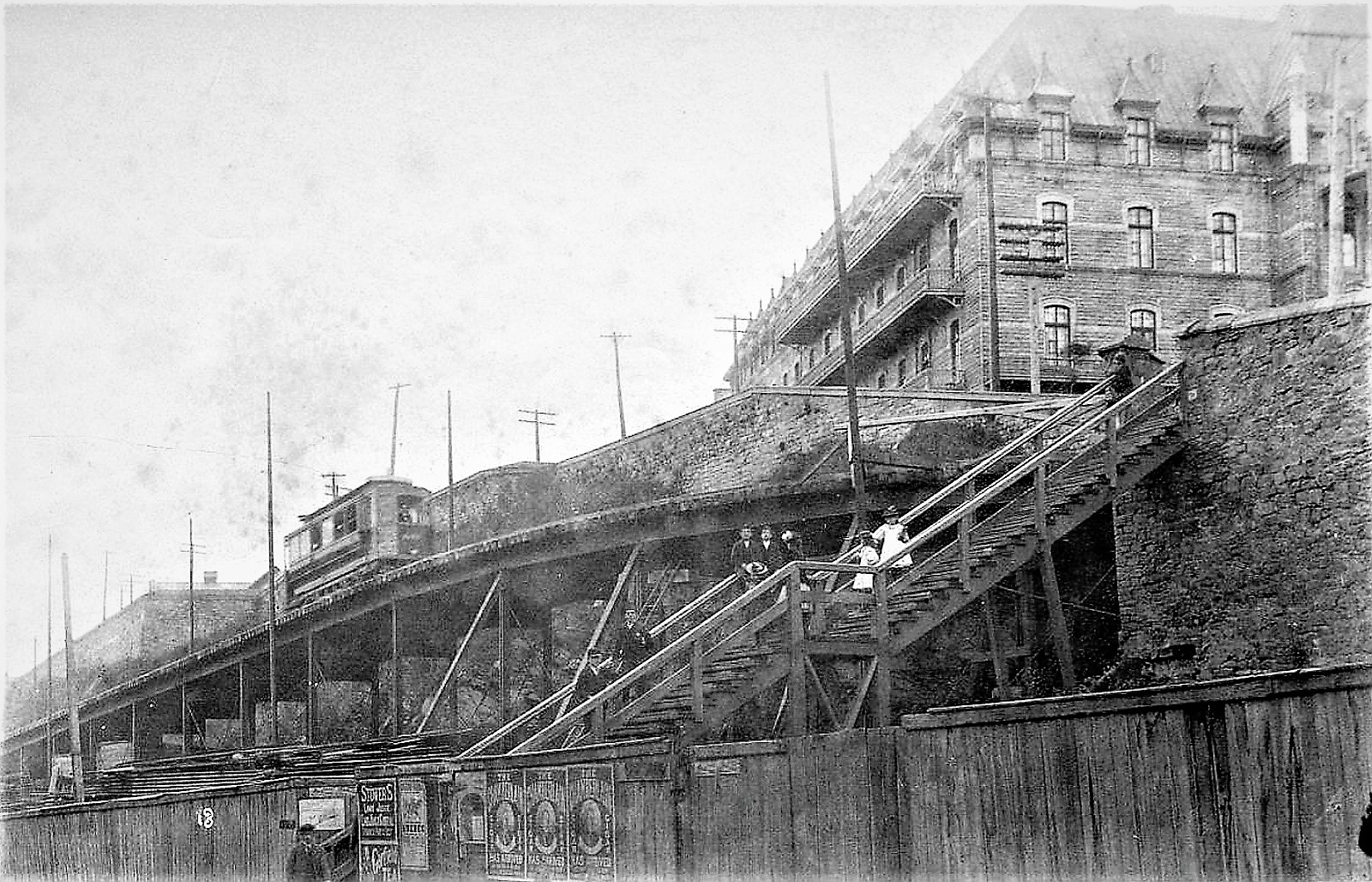
La construction de la structure métallique de la côte Dinan en 1897 permet enfin au tramway de circuler entre la basse et la haute-ville de Québec.

La volonté de créer un véritable réseau municipal électrifié de tramway se fait sentir dans les années 1890, alors que Montréal inaugure le sien en 1892. La Compagnie du chemin de fer Québec, Montmorency et Charlevoix et son président, l'ingénieur et hommes d'affaires Horace Jansen Beemer, obtiennent une franchise exclusive du conseil municipal en ce sens. L'entreprise crée une filiale : la Compagnie de chemin de fer du district de Québec, chargée de coordonner ce réseau municipal. La filiale rachète les deux compagnies de tramway existantes. D'importants travaux sont nécessaires : la Compagnie de pouvoir électrique de Montmorency doit moderniser ses installations pour fournir à la nouvelle demande énergétique du réseau électrifié, on doit construire une structure métallique à pente très douce pour faire passer les tramways de la basse à la haute-ville, la porte Saint-Jean est démolie pour améliorer la circulation avec le Vieux-Québec, etc. Durant l'été 1897, le réseau unifié et électrifié de 4 lignes est mis en service. Le tracel de la côte Dinan (reliant la rue Saint-Paul à l'Hôtel-Dieu) accueille les premiers tramways en décembre. Désormais, les tramways ne seraient tirés par des chevaux que lorsqu'ils tombent en panne.
| Ligne | Parcours | Ouverture                        |
| ----- | --- | -------------------------------- |
|       | Le « circuit au losange rouge » dessert la basse-ville de Québec. Il relie le marché Champlain à Saint-Sauveur (rue de l'Aqueduc)                                             | 19 juillet 1897                  |
|       | Le « circuit à la Croix de Malte » dessert la haute-ville de Québec. Il relie le château Frontenac à l'avenue des Érables en passant par la rue Saint-Jean et la Grande Allée | 25 août 1897 — 16 septembre 1897 |
|       | Le « circuit au cercle blanc sur carré vert » connecte la basse et la haute-ville en passant par la côte d'Abraham. Il relie le château Frontenac au parc Victoria            | Août 1897                        |
|       | Le « circuit au cercle blanc » connecte la basse et la haute-ville en passant par le viaduc de la côte Dinan. Il relie le château Frontenac au marché Champlain               | 29 décembre 1897                 |

Des nouvelles voitures fabriquées à New York permettent d'accueillir de 25 à 27 passagers jusqu’à parfois 50 personnes et sont équipés de chaufferettes. Ce nouveau moyen de transport favorise à l'époque le développement effréné de Québec notamment vers Ville-Montcalm, qui se densifie et confirme sa vocation résidentielle.

### Expansion du réseau, apogée puis disparition

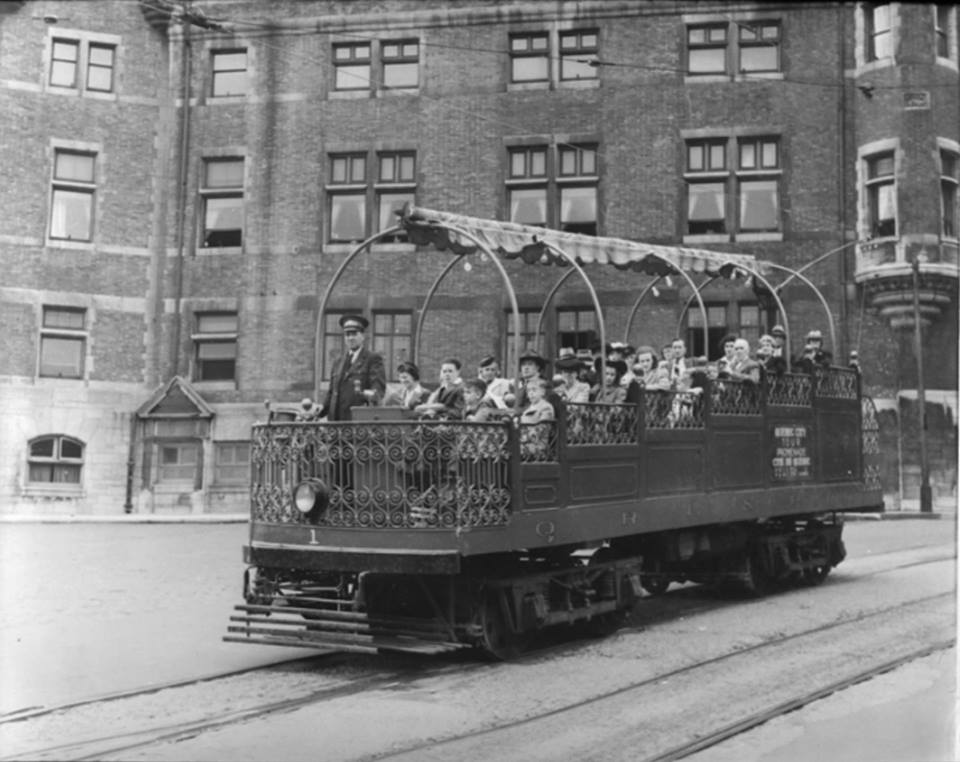
Char-observatoire sur la place d'Armes.

En 1899, les compagnies de chemin de fer et d'énergie de la ville se fusionnent et forment la puissante Compagnie de chemin de fer, d’éclairage et de force motrice de Québec (ou Quebec Railway Light & Power Company), un monopole de l'énergie et du transport de la région de Québec. C'est cette compagnie privée, qui sera renommée Quebec Power plus tard, qui dirigera les opérations du tramway jusqu'à sa disparition en 1948.
En 1910, le réseau de tramway est prolongé jusqu'à Sillery puis en 1912, jusqu'à Beauport. Le tramway est à son apogée et il couvre pratiquement toute la ville. En 1932, l'ancien réseau de tramway de Québec s'étendait de Sillery jusqu'à Montmorency. À l'époque, 11 lignes en tout étaient en service.
| #  | Ligne              | Terminus                 | Terminus                     | Terminus |
| -- | ------------------ | ------------------------ | ---------------------------- | -------- |
| 1  | Saint-Sauveur      | Marché Champlain         | Parc industriel Saint-Malo   |          |
| 2  | Saint-Vallier      | Carré Parent             | Cimetière Saint-Charles      |          |
| 3  | Limoilou           | Château Frontenac        | Externat Saint-Jean-Eudes    |          |
| 4  | Exposition         | Place D'Youville         | Parc de l'Exposition         |          |
| 5  | Charlesbourg       | 1re ave. / Rue des Lilas | 3e ave. / 10e rue            |          |
| 6  | Rue Saint-Jean     | Avenue des Érables       | Hôtel de ville de Québec     |          |
| 7  | Grande-Allée       | Avenue des Érables       | Château Frontenac            |          |
| 8  | Saint-Sacrement    | Marché Champlain         | École de Chimie et des Mines |          |
| 9  | Sillery            | Avenue des Érables       | Avenue Maguire               |          |
| -  | Québec-Montmorency | Gare du Palais           | Chute Montmorency            |          |
| 11 | Kent House         | Rue de la Couronne       | Kent House                   |          |

À partir de 1937, la popularité grandissante du nouveau moyen de transport par autobus fait disparaître entièrement tous les tramways de la ville. Le 26 mai 1948, la dernière ligne existante desservant Saint-Sauveur est définitivement fermée.

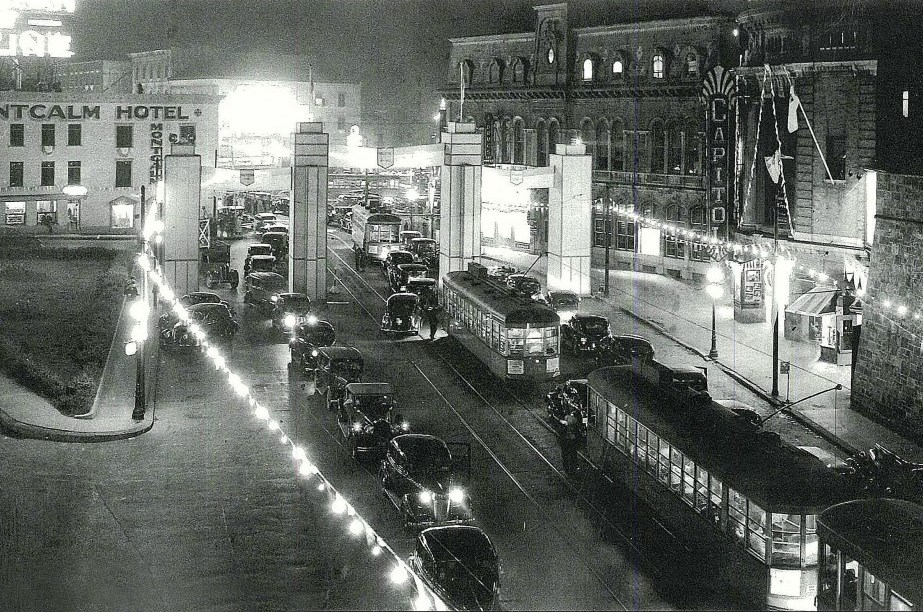
Tramways à la place D'Youville en 1938.
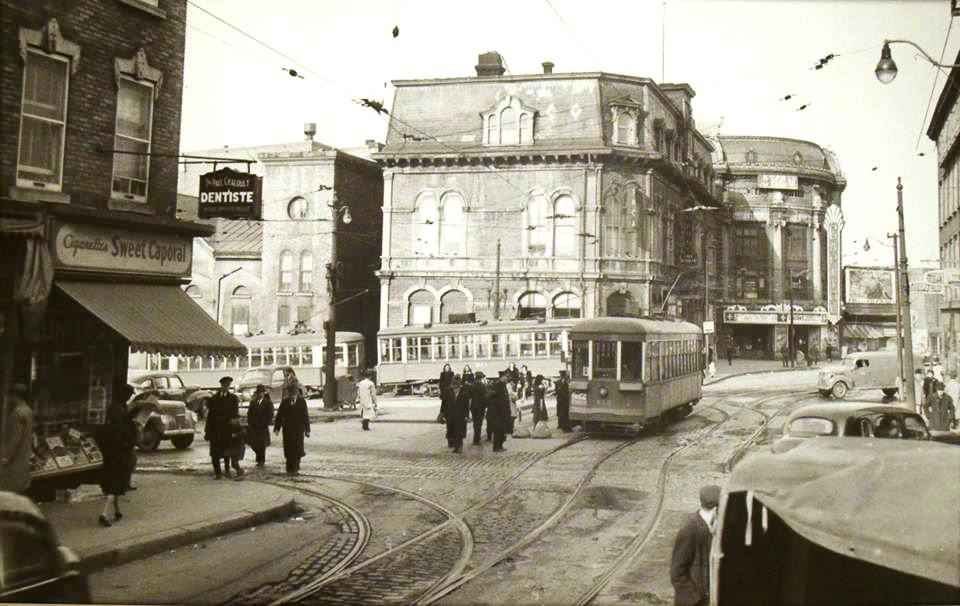
Tramways à la place D'Youville en 1944.
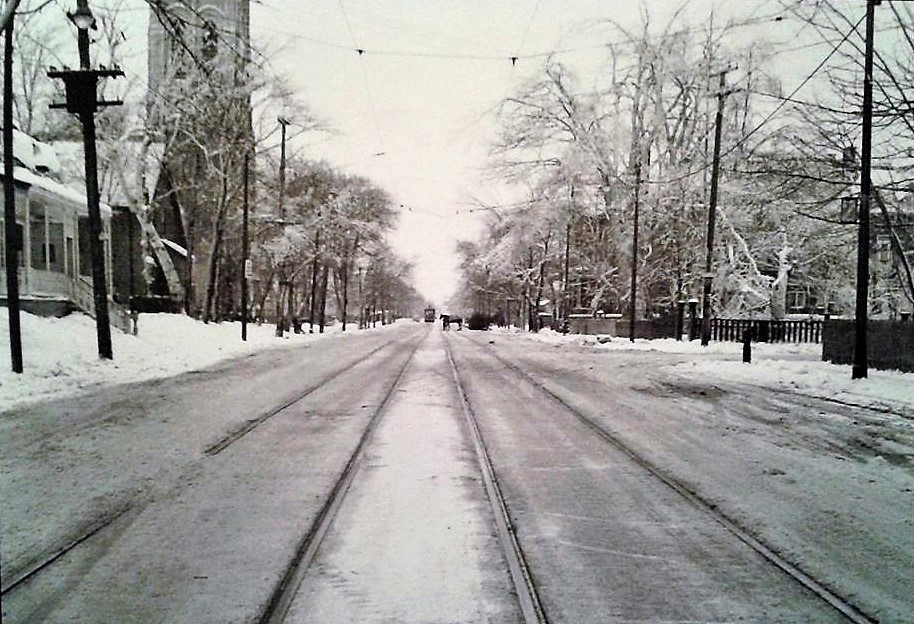
Rails sur la Grande Allée en 1945.
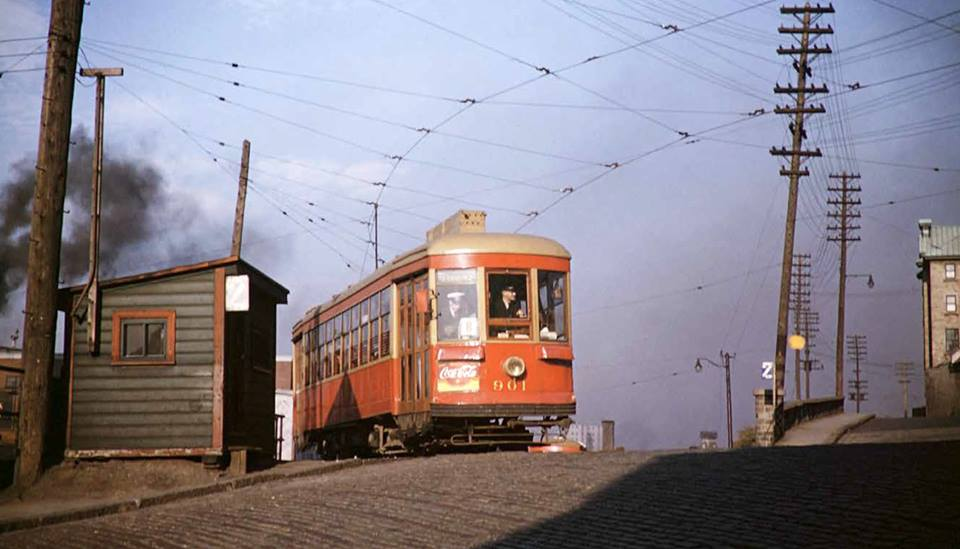
Tramway n°901 en 1947.